# Гловацкий, Франц Карлович
Франц Карлович Гловацкий (укр. Франц Карлович Глова́цький; 1879 — 7 августа 1963, Хмельницкий, УССР) — украинский советский актёр театра и кино. Заслуженный артист Украинской ССР (1947).

## Биография
Дебютировал на театральной сцене в 1899 году. Играл в передвижных труппах, в 1931—1934 годах — актёр театра в Проскурове, в 1935—1939 годах — драматического театра в Каменце-Подольском.
Актёр коллектива Станиславского (ныне Ивано-Франковского) музыкально-драматического театра. После освобождения от фашистских захватчиков с 1944 года вновь выступал в Проскурове.

## Театральные роли
- Шпак («Шельменко-денщик» Григория Квитки-Основьяненко)
- Кривонос («Богдан Хмельницкий» Александра Корнейчука)

## Фильмография
- Цыбуля («Сорочинская ярмарка» (1938)).